# Milas
Milas (starogrško starogrško Μύλασα: Mylasa) je starodavno mesto in upravno središče okrožja z enakim imenom v provinci Muğla v jugozahodni Turčiji. Regija ima zelo bogato zgodovino in kar sedemindvajset ogleda vrednih  arheoloških najdišč, med katerimi so najbolj znana  Beçin, Chalcetor, Euromus (Kyromus), Heraclea Cybistra (Kapıkırı), Hydae  (Damlıboğaz), Iasos (Kıyıkışlacık), Keramos/Ceramus (Ören), Kuyruklu Kale (Yusufça), Labranda, in Olymus.  Mesto je bilo prva prestolnica Karije in v srednjem veku anatolskega bejluka Menteşe. V mestu je bila  tudi judovska skupnost.
Sodobni Milas ima značilnosti razvitega mesta, v katerem prevladujejo dobro razvita živilska industrija in akvakultura, z njima povezane industrijske dejavnosti, transport, zlasti po izgradnji ceste Milas-letališče Bodrum, turizem in kultura.
Okrožje Milas meri 2167 km² in ima  150 km obale:  proti severozahodu ob zalivu  Güllük  in proti jugu ob obali zaliva Gökova. K temu je treba prišteti še obalo jezera Bafa na severu na meji z okrožjem Söke v provinci Aydin. Mesto samo stoji sredi rodovitne ravnice ob vznožju gore Sodra. Na gori in v njeni okolici so številni kamnolomi, v katerih že od antike lomijo bel marmor.

## Etimologija
Ime Milasa s staroanatolskim obrazilom –asa dokazuje, da je bilo mesto ustanovljeno zelo zgodaj. Zlog –mil se pojavlja tudi v imenu Likijcev, ki so sami sebe imenovali Trmili. Podobnost imen seveda ne dokazuje povezave imena Mylasa z Likijci iz Mileta, ampak samo to, da je beseda likijskega izvora. Štefan iz Bizanca v svojem delu Ethnica pravi, da je mesto dobilo ime po nekem Milasusu, sinu Krizaorja, in potomcu Sizifa in Eola. Nekateri viri menijo, da je njegova razlaga neutemeljena.

## Zgodovina

### Starogrško obdobje
Mesto je bilo prvič omenjeno na začeku 7. stoletja pr. n. št., ko je karijski poglavar iz Milase z imenom Arselis pomagal Gigu Lidijskemu v njegovi borbi za lidijski prestol.
V grško-rimskem obdobju je mesto cvetelo in razširilo svoj vpliv na sosednja mesta Olim, Labrando in Evromost. V mestu in njegovi okolici so se zgradili portiki in templji med njimi trije Zevsovi, ki so imeli vsak svoje značilnosti. V Zevsovem templju v sosednji Labrandi, ki so častila vsa ljudstva v zahodni Anatoliji, je imel Zevsov kip dvorezno sekiro (starogrško λάβρυς, lábrys), ki jo je prinesel Arselis iz Lidije. Karijskega Zevsa so poleg Karijcev častili tudi njihovi sosedje Lidijci in Misijci. Tretji je bil Osogoški Zevs, katerega so častili že v času, ko so bili Karijci še pomorsko ljudstvo in ga omenja tudi geograf Pavzanij.

### Perzijsko obdobje
Pod Ahemenidi  je bila Milasa glavno mesto satrapije Karije. Satrapa (guvernerja) je imenoval perzijski cesar. V letih 460-450 pr. n. št. je bila Mylasa članica atiško-delske pomorske zveze. Proti koncu stoletja so Perzijci ponovno vzpostavili svojo oblast.

### Hekatomnidska dinastija
Hekatomnidsko dinastijo je ustanovil Hekatomen, nadaljevali pa so jo njegovo sinovi in hčere, ki so bili uradno satrapi Perzijskega cesarstva. Napisi na njihovih  kovancih dokazujejo, da so bi bili po jeziku in kulturi Grki. Njihova rojstno mesto  in prestolnica je bila Milasa.  Med vladavino satrapa Mavzola (vladal 377 do 353 pr. n. št.) so postali dejanski vladarji Karije in obsežnega ozemlja okoli nje.  Prav v tem času se je prestolnica kraljestva preselila v Halikarnas, sedanji Bodrum, vendar je Milasa obdržala svoj pomemben položaj. V 1. stoletju sta v njej živela dva pomembna, vendar sovražna govornika in  politika, Euthidemos in Hibreas. Ko je prvi umrl, je drugi v svojem nagrobnem govor skoval frazo »Ti si nujno zlo, s katerim ali brez katerega se ne da živeti«.

### Rimsko obdobje
Leta 40 pr. n. št. je Milasa doživela veliko opustošenje, ko jo je med rimsko državljansko vojno zasedel Tit Labien. V grško-rimskem obdobju, v katerem so se za oblast potegovali Aleksandrovi nasledniki, je mesto doživelo  neverjeten razcvet. K Milasi so bila priključena sosednja mesta Euromos, Olimos in Labranda. Pogosto so jo omenjali antični pisci. V Strabonovem času se je mesto ponašalo z dvema slavnima govornikoma, Euthidemosom in Hibreasom. Različni napisi kažejo, da so od frigijskih božanstev častili Sebazija in od egipčanskih Izido in Ozirisa. V mestu je bil tudi Nemezin tempelj. Napis iz Milase daje nekaj podatkov o življenju Publija Kornelija Tacita, za katerega pravi, da je bil v letih 112-113 guverner Azije.

### Krščansko obdobje
Najbolj znan milaški škof je bil Efrem Sirski (5. stoletje), ki goduje 23. januarja.  Njegove relikvije so častili v  bližnjem mestu Leuke. Zadnji grški cerkveni zgodovinar Nikifor Kalist (prva polovica 14. stoletja) omenja Cirila in njegovega naslednika Pavla. Oba sta omenjena tudi v Življenju svete Ksene.  Michel Le Quien omenja imena še treh škofov, kasnejši napisi pa odkrivajo še dva. Ime enega od njiju ni znano. Drugi se je imenoval Bazilij in je zgradil cerkev v čast svetemu Štefanu. Omenjena sveta Ksena je bila rimska plemkinja, ki je pobegnila pred poroko, v katero so jo hoteli prisiliti njeni starši. Oblačiti se je začela kot moški in se iz Evzebije preimenovala v Ksena (iz grškega starogrško Ξένη, tuje(c)). Živela je najprej na otoku Kosu in nato v Milasi. Po četrti križarski vojni in propadu Bizantinskega cesarstva je Milasa ostala sedež naslovne rimskokatoliške škofije  Milasensis. Po smrti zadnjega škofa leta 1966 je njegovo mesto ostalo prazno.

### Turško obdobje

#### Menteški begi
Milas in sosednje pokrajine (bizantinska tema Milasa in Melanudion) so v poznem 13. stoletju osvojili Turki pod poveljstvom Menteşe bega, po katerem je dobil ime tudi njegov bejluk s sedežem v Milasu. Njegovo upravno središče je bilo v gradu Beçin v mestu z enakim imenom, ki je bilo kakšnih pet kilometrov oddaljeno in Milasa in laže branljivo.

#### Osmansko cesarstvo
V 1390. letih je Milas in cel Menteški bejluk osvojilo Osmansko cesarstvo. Samo dvanajst let kasneje je Osmane v bitki pri Ankari porazila  Timur Lenkova vojska in oblast v anatolskih bejlukih, tudi Menteškem, vrnila prejšnjim oblastnikom. Milas je leta 1420 ponovno osvojil sultan Mehmed I.. Osmani so takoj po prevzemu oblasti regionalno upravo prestavili iz Milasa v  Muğlo. Leta 1912 je imel Milas 9000 prebivalcev, od tega 5100 Turkov, 2900 Grkov in približno 1000 Judov. Grke so po meddržavni pogodbi o zamenjavi prebivalstva iz leta 1923 zamenjali z grškimi Turki. Judje so ostali v mestu do 1950. let, ko so emigrirali v Izrael. Judje se še pogosto vračajo na obiske v Milas.

## Mestne znamenitosti
Med najstarejše znamenitosti spadata obzidje temenosa enega od Zevsovih templjev, zgrajenega v 1. stoletju pr. n. št., in antično stebrišče.
Angleški potopisec Richard Pococke  iz  18. stoletja v svojih Potovanjih omenja Avgustov tempelj, katerega so Turki kasneje delno podrli in gradivo uporabili za gradnjo mošeje.
Med antične spomenike spadajo tudi dobro ohranjena rimska Baltalıkapı – Vrata s sekiro, ki so dobila ime po dvorezni sekiri (labris), vklesani v sklepnik.
Gümüşkesen je monumentalna rimska grobnica iz 2. stoletja, po kateri se imenuje cela mestna četrt. Grobnica je najverjetneje poenostavljena kopija Mavzolove grobnice v Halikarnasu. 
V mestu je tudi veliko zgodovinskih turških zgradb iz menteškega in osmanskega obdobja. Številne  zgradbe iz 19. in 20. stoletja so ohranile svoj prvotni videz in so vredne ogleda. Najpomembnejši mošeji sta  Velika mošeja iz leta 1378 in Orhan Bejeva mošeja iz leta 1330, ko je bil Milas še prestolnica Menteškega bejluka. Firuz Bejeva mošeja je bila zgrajena kmalu po vključitvi mesta v Osmansko cesarstvo. Ime je dobila po prvem osmanskem upravniku mesta.
Po celem svetu so že več stoletij znane volnene milaške preproge z značilnimi vzorci. Sedaj se ne proizvajajo v samem mestu, ampak v okoliških vaseh. V celi regiji je približno 7.000 še delujočih statev, ki obratujejo stalno ali po naročilu.
Grad Beçin, sedež menteškig begov, stoji približno pet kilometrov iz Milasa. Trdnjava, v katero spadajo  tudi dve mošeji, dve medresi, hamam, ostanki bizantinske kapele in sledovi  iz zgodnejših obdobij, je bila obnovljena leta 1974.
Štirinajst kilometrov iz središča Milasa je na strmem pobočju, poraslem s pinijami, karijsko kultno središče Labranda, ki je dobilo ime po labrisu. Med ruševinami so ostanki templja, banketnih dvoran in grobnic. Najdišče je na začetku 20. stoletja raziskovala skupina švedskih arheologov. Z najdišča je  čudovit razgled na Milaško dolino.